# Katolička Crkva u Kuvajtu
Katolička Crkva u Kuvajtu je dio svjetske Katoličke Crkve, pod duhovnim vodstvom pape i rimske kurije.
U Kuvajtu živi oko 140 000 katolika - što je oko 6% od ukupnog broja stanovništva.
U Kuvajtu ne postoje dijeceze, a Kuvajt spada pod jurisdikciju Apostolskog vikara sjeverne Arabije. Trenutni presjedavajući je talijanski biskup Camillo Ballin.  
U glavnom gradju Kuwaitu sagrađena je katedrala posvećena Svetoj obitelji. Ipak, ova crkva je izgubila status katedrale kada je sjedište apostolskog vikara premješteno u Bahrain.     
Druge župe su St. Thérèse Parish, Salmiya i Our Lady of Arabia Parish, Ahmadi. U 2002., Salezijanci su započeli s radom i otvorili školu na engleskom jeziku.

## Vanjske poveznice
- Statistike Katoličke Crkve u Kuvajtu
- Službena stranica Katoličke Crkve u Kuvajtu
- Fotografija katedrale